# Erzsébet Finta
Erzsébet Finta (* 19. März 1936 in Tatabánya; † 10. Januar 2020) war eine ungarische Schachspielerin.

## Leben
Erzsébet Finta erlernte im Alter von fünf bis sechs Jahren das Schachspiel von ihrem Vater. Schon bald konnte sie Partien gegen ihren Vater gewinnen, der ihr besonderes Talent erkannte. Sie wurde Mitglied des Schachvereins Tatabányai Bányász. Dort konnte sie ihr erstes Spiel gegen die Meisterin Józsa Lángos gewinnen. Im Alter von elf Jahren nahm sie bereits an der ungarischen Schach-Meisterschaft der Frauen teil, die in Tatabánya stattfand. Insgesamt hat sie neunundzwanzigmal an den Schach-Meisterschaften der Frauen teilgenommen. Sie wurde zweimal ungarische Meisterin, 1955 gewann sie vor Brigitta Sinka und Edit Láng und 1964 vor Károlyné Honfi und Istvánné Bilek. Weiterhin belegte sie bei den Schach-Meisterschaften der Frauen 1961 den 3. Platz, 1951 den 4. Platz sowie 1952 und 1953 den 5. Platz. Ein Vorbild für Erzsébet Finta war der Schachspieler Lajos Portisch.
Da ihr Bruder und ihre Schwester 1947 Ungarn verlassen hatten, konnte sie aus politischen Gründen nicht nach Westeuropa reisen und nur in sozialistischen Ländern an Wettbewerben teilnehmen. Als Mitglied der Frauen-Nationalmannschaft bestritt sie Wettkämpfe gegen Jugoslawien und gegen Rumänien. Daneben war sie ständiges Mitglied der Schachmannschaft der Männer in Tatabánya. Ihre höchste Elo-Zahl war 2060 im Januar 1975.
Nach einer langjährigen Wettkampfpause schloss sie sich im Herbst 2011 der Schachmannschaft des Sport Clubs in Almásfüzitő an. Als aktive Spielerin des Vereins nahm sie an den Mannschaftsmeisterschaften des Komitats Komárom-Esztergom teil und trug zum Gewinn von einer Silber- und drei Bronzemedaillen bei. Ihr letztes Turnierspiel bestritt sie im November 2019 im Alter von 83 Jahren.
Beruflich arbeitete sie bis zum Ruhestand als Angestellte in der Verwaltung eines Kohlebergwerks in Tatabánya.